# Вільгушинський Михайло Йосипович
Михайло Йосипович Вільгушинський (нар. 21 листопада 1959, Хмелева, Україна) — український суддя, доктор юридичних наук (2014), Заслужений юрист України (2006).

## Життєпис
Михайло Вільгушинський народився 21 листопада 1959 року в с. Хмелева Заліщицького району Тернопільської області.
Трудову діяльність розпочав у 1979 році учителем праці та креслення Хмелівської 8-річної школи.
У 1979—1981 роках проходив службу в армії.
У 1981—1982 роках — учитель праці та креслення тієї ж Хмелівської 8-річної школи.
У 1986 році закінчив Харківський юридичний інститут ім. Ф. Е. Дзержинського.
Після закінчення Харківського юридичного інституту працював на посадах стажиста, народного судді, заступника голови Фортечного районного народного суду м. Кіровограда; судді, першого заступника голови Київського міського суду (з 2001 року — Апеляційного суду міста Києва).
Постановою Верховної Ради України від 21 жовтня 2010 року № 2639-VI обраний суддею Вищого спеціалізованого суду України з розгляду цивільних і кримінальних справ.
Рішенням Вищої ради юстиції від 25 січня 2011 року № 2/0/15-11 призначений на посаду заступника Голови Вищого спеціалізованого суду України з розгляду цивільних і кримінальних справ.
Заступник Голови редакційної колегії журналу «Часопис цивільного і кримінального судочинства».